# وحدة إعادة التأهيل في دائرة المطافئ

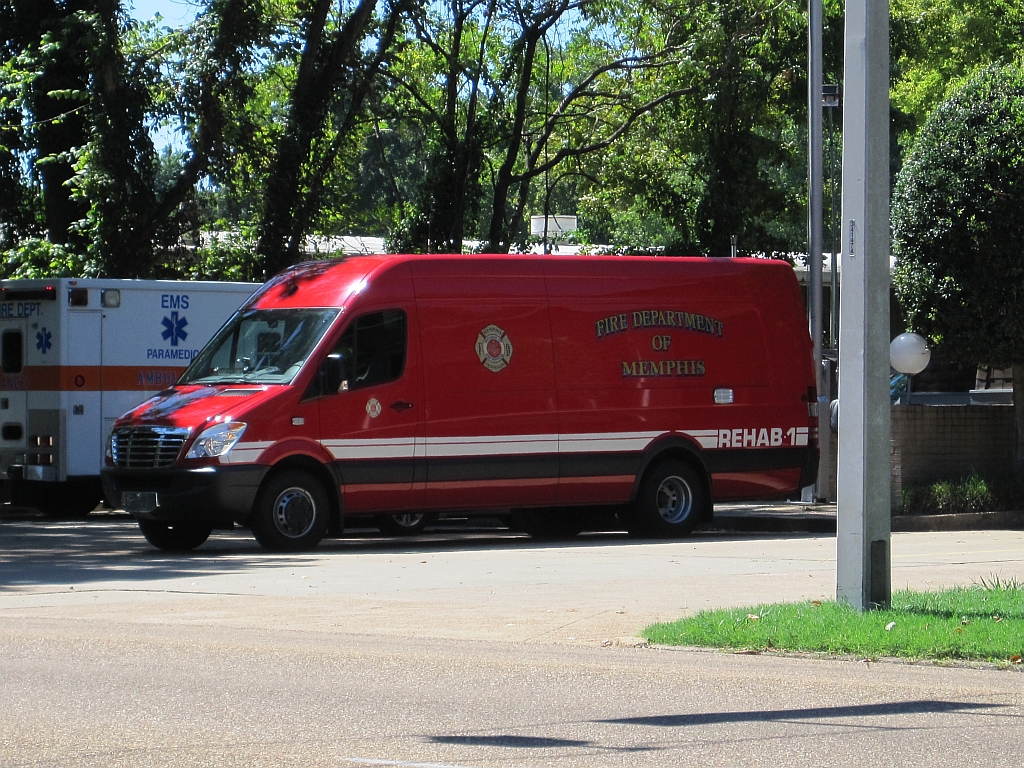
وحدة تأهيل في دائرة مطافئ ممفيس.

وحدة إعادة التأهيل في دائرة المطافئ هي إحدى خدمات دوائر مكافحة الحرائق المهمة التي تُقدَم في مكان الحريق. وتزود هذه الخدمة رجال الإطفاء وغيرهم من العاملين في خدمات الطوارئ بالرعاية الطبية، بما في ذلك علاج حالات الجفاف، واستنشاق الدخان، والوقاية من الحالات المهددة للحياة، مثل السكتة القلبية والأزمة القلبية.

## المعدات
تشمل معدات إعادة التأهيل، على سبيل المثال لا الحصر:
- مظلات
- مراوح تبث رذاذًا للتبريد
- مبردات تحتوي على ماء وغير ذلك من المشروبات
- المراقبة الطبية
- كراسٍ
- طعام

## نظرة عامة
صُمِمت وحدة إعادة تأهيل رجال المطافئ لضمان عدم تدهور الحالة البدنية والذهنية للأفراد العاملين في أماكن الطوارئ (أو إجراءات التدريب) لتصل إلى مرحلة تؤثر على سلامة أيٍ منهم. فإطفاء الحرائق عمل خطير بطبيعته، حتى في أفضل الظروف. وأي زيادة في الضغط البدني أو الذهني يزيد من هذا الخطر.
أجرت قوات حرس السواحل الأمريكية دراسة في عام 1993 عن آثار إطفاء الحرائق الداخلية على الجسم البشري. وأشار الباحثون في الدراسة إلى أن درجة حرارة جسم رجل الإطفاء تصل غالبًا إلى 104 درجة فهرنهايت أثناء مكافحة الحريق، حتى لو كانت مدة تعرضه للحريق صغيرة.
- 1- المهمة الأساسية:

إن المهمة الأساسية لقيادة المطافئ هي التعرف على الحالة البدنية والذهنية لأفراد فريق مكافحة الحرائق، سواء أثناء حوادث الطوارئ أو في التدريبات، وفحص هذه الحالة وتقييمها. وبعد إجراء الفحص المناسب (انظر أدناه)، يجب تحديد أي علاج آخر لازم (إن وجِد).
وتشير الوكالة الفيدرالية لإدارة الطوارئ (FEMA)، إلى أن «أي نشاط/حادث كبير في حجمه، و/أو طويل في مدته، و/أو يتطلب عملاً كثيرًا يستنزف سريعًا طاقة مَن يعمل به وقوته، ومن ثم يستلزم إعادة تأهيل».
- 2- بدء عملية إعادة التأهيل

يجب إقامة منطقة (أو مجموعة) إعادة تأهيل مُخصَّصة بعيدًا عن موقع الحريق أو حادث الطوارئ وفق ما يرتئيه قائد فريق التعامل مع الحادث بعد استشارة المسؤول الأول عن السلامة من الحرائق. وإذا قرر قائد فريق التعامل مع الحادث أن إعادة التأهيل ضروري، يجب تعيين رجال إسعاف أو إخصائيين طبيين لحالات الطوارئ (EMT) (للتعامل مع أول إشارات تدل على الخطر) لإدارة قطاع إعادة التأهيل تحت قيادة مشرف أو مسؤول إطفاء أو مسؤول طبي لحالات الطوارئ.
جدير بالملاحظة التأكيد على «التعامل مع أول إشارات تدل على الخطر». فالإخصائيون الطبيون لحالات الطوارئ ينبغي أن يكونوا متواجدين في مكان الحدث لتقديم العلاج لرجال الإطفاء في الحال. وفي حال عدم استجابة هؤلاء الإخصائيين على الفور، يجب الأخذ في الاعتبار أن إدارة السلامة والصحة المهنية (OSHA) سوف تحقق في أسباب ذلك، لا سيما في حالة تعرض أي أحد للإصابة.
نظرًا لأن رؤساء مجموعات رجال الإطفاء يعملون جنبًا إلى جنب مع قوات الخطوط الأولى، فإنهم يلعبون دورًا مهمًا في إعادة التأهيل. وتشير الحكومة الفيدرالية، في الواقع، إلى أن السلامة في موقع الحريق تكمن في هذا المستوى الإشرافي. فإذا ظهرت علامات الإعياء أو المرض على أي من أفراد مجموعات رجال الإطفاء، فسيكون رئيس الفريق أول من يلاحظ ذلك على الأرجح.
ينبغي توقع الحاجة لإعادة التأهيل مبكرًا في الحادث. ففي أثناء العمليات واسعة النطاق، يجب على قائد فريق التعامل مع الحادث التفكير في زيادة الموارد المتوفرة لديه عن طريق طلب المزيد من الإخصائيين الطبيين لحالات الطوارئ أو حتى سيارات المطافئ، للمساعدة في عمليات قطاع إعادة التأهيل.
- 3- تحديد مكان قطاع إعادة التأهيل:

يلزم على قيادة قوات الإطفاء إقامة قطاع إعادة التأهيل بعيدًا عن أي مخاطر بيئية، أو أي نواتج عرضية للحرائق، مثل الأدخنة والغازات والأبخرة. وأثناء الشهور التي ترتفع فيها درجة الحرارة، يمكن أن يكون الموقع المثالي لهذا القطاع هو منطقة باردة ظليلة بعيدة عن الحادث. وفي الشتاء، يُفضَل أن يكون المكان منطقة جافة دافئة. لكن بغض النظر عن الموسم، يجب أن يكون الوصول للمنطقة متاحًا لأفراد عمليات الإنقاذ والإخصائيين الطبيين لحالات الطوارئ، ومعداتهم، ليتمكنوا من إعادة تزويد القطاع بالإمدادات، أو في حال تطلب الأمر نقلاً بسيارات الإسعاف.
يمكن، أيضًا، إقامة مناطق إعادة التأهيل في أبهاء المباني المجاورة، أو في ساحة انتظار سيارات، أو حتى داخل الحافلات المدنية.
يجب وضع نظم الرذاذ/التبريد، ونظم التسخين، وخدمات إعادة ملء نظم التنفس الذاتي (SCBA) والمقصف داخل هذه المنطقة أو حولها. وفي أثناء الحوادث واسعة النطاق، مثل الحرائق متعددة الإنذارات، يجب على قائد العمليات التفكير في إقامة مناطق إعادة تأهيل متعددة وفق ما يسمح به الموقف.
- 4- التنسيق والتزويد بالرجال:

يجب أن يعمل قائد منطقة إعادة التأهيل تحت رئاسة رئيس مكافحة الحرائق أو أي مسؤول يشغل منصب قيادة الفريق، والذي يعيَّن كمسؤول إعادة التأهيل في معظم صور قيادة فرق التعامل مع الحوادث. والحادث نفسه هو الذي يحدد عدد الناس اللازمين للعمل، وإن كان لازمًا تعيين فردين على الأقل من الإخصائيين الطبيين لحالات الطوارئ في البداية لمراقبة رجال المطافئ ومساعدتهم في قطاع إعادة التأهيل. يجب أيضًا الاستفادة من الأفراد المتطوعين من القوات الاحتياطية والعاملين في المقصف لمساعدة الإخصائيين الطبيين لحالات الطوارئ في توفير أكبر قدر من الراحة للأفراد «العاملين على إطفاء الحرائق».
- 5- تقييم أفراد فريق الإنقاذ في الحرائق:

يلزم على قائد فريق الإطفاء والمسؤولين عن الفريق مراقبة أعضاء الفريق باستمرار لملاحظة أية علامات تدل على الإرهاق، أو الضغط العصبي، أو الصدمات البدنية. ويجدر على أعضاء الفريق إبلاغ قطاع إعادة التأهيل في أي وقت يشعرون به بالحاجة إلى ذلك. وقد تشمل الأعراض الضعف والدوار وآلام الصدر وتشنجات العضلات والغثيان وتقلب الحالة الذهنية وصعوبة التنفس... إلخ.
بغض النظر عن السلامة البدنية، ينبغي على جميع أفراد فريق الإطفاء إبلاغ قطاع إعادة التأهيل على الفور بعد أيٍ مما يلي:
أ- نشاط مجهد، مثل أعمال الاقتحام، أو رفع خراطيم المياه، أو التهوية، إلخ
ب- استخدام زجاجات نظم التنفس الذاتي، واستنزافها
ج- العمل لمدة ثلاثين (30) دقيقة في بيئة خطيرة
د- الفشل في استخدام نظم التنفس الذاتي
- 6- فحص الأفراد الذين وصلوا لمنطقة إعادة التأهيل

يجب فحص الأفراد الذين يصلون إلى منطقة إعادة التأهيل على يد إخصائيين طبيين لحالات الطوارئ، والذين من المفترض أن يفحصوا العلامات الحيوية ويقيموها، ثم يتخذوا القرار المناسب (إما برجوع الفرد إلى الخدمة، أو استمرار خضوعه لإعادة التأهيل، أو نقله إلى أحد المرافق الطبية لتلقي العلاج). ينبغي أن تتضمن أعمال الفحص ما يلي:
أ- تحديد درجة الحالة على مقياس جلاسكو للغيبوبة.
ب- فحص حدقة العين
ج- فحص العلامات الحيوية، مثل ضغط الدم والنبض وسرعة التنفس
د- فحص أصوات الرئتين
هـ- إجراء تخطيط كهربي للقلب (EKG) ثنائي الاتجاه، في حالة وجود ألم بالصدر أو اضطراب في نبضات القلب
و- حالة البشرة ولونها
ز- درجة حرارة الجسم
يجب قياس سرعة نبضات القلب في أقرب وقت ممكن أثناء فترة الراحة. وفي حالة زيادة سرعة نبضات رجل المطافئ عن 110 نبضات في الدقيقة، يوصَى بقياس درجة الحرارة عن طريق الفم. وإذا كانت درجة حرارة الجسم أكثر من 100.6 درجة فهرنهايت، يجب عدم السماح لرجل المطافئ بارتداء المعدات الواقية أو العودة إلى منطقة العمل إلى أن تنخفض درجة الحرارة أو سرعة نبضات القلب.
يوصَى بتكرار الفحص كل عشر دقائق. وينبغي على أعضاء فريق إعادة التأهيل تسجيل نتائج الفحص في نماذج تقييم طبية وفق ما تنص عليه القوانين المحلية، مستعينين باللوائح الداخلية أو البروتكول القائم بالفعل.
- 7- العلاج أثناء إعادة التأهيل:

عند استكمال الفحص البدني، يجب اتباع الخطوات التالية للحد من أي مخاطر أخرى قد تلحق بأفراد مكافحة الحرائق:
يجب خلع ملابس الإطفاء، والخوذات، وأغطية الرأس على الفور. وقبل بلع أي شيء عن طريق الفم (سواء أكان سائلاً أم صلبًا)، يوصَى بتنظيف رجل الإطفاء ليديه ووجهه باستخدام الماء ومنظف، وفق إرشادات أفراد قطاع إعادة التأهيل.
أ- يجب معالجة رجل الإطفاء (ORT) من الجفاف
ب- يوصَى بمعالجة الجفاف والتغذية عن طريق الفم في صورة سوائل تتراوح كميتها ما بين ربع إلى نصف جالون على مدار 15 دقيقة.
ج- يجب خفض درجة حرارة الجسم عن طريق تبريده.
د- ينبغي تبريد درجة حرارة الجسم تدريجيًا باستخدام نظم الرذاذ، والمرواح، إلخ
هـ- يجب استخدام العلاج بالأكسجين للأفراد بواسطة قُنيّة أنفية أو قناع للأكسجين (سواء بالترطيب أو التحويل إلى رذاذ).
و- يجب أن يرتاح رجل الإطفاء قبل تكليفه بأية مهام أخرى.
ز- لا يبلغ رجل الإطفاء جهة ترحيل العاملين إلا عندما يرى الإخصائيون الطبيون للحالات الطارئة أن حالته طبيعية.
ملاحظة: يُعَد الماء - وفقًا للوكالة الفيدرالية لإدارة الطوارئ (FEMA) - أفضل مادة يمكن استخدامها لمعالجة الجفاف، لكن تقترح بعض الهيئات استخدام محلول معالجة الجفاف بعد مزجه بالماء (بنسبة 50/50)، بالإضافة إلى مشروب للطاقة مُعَد للاستخدام التجاري يُستخدَم عند درجة حرارة 40 فهرنهايت تقريبًا. ينبغي تجنب تبريد الجسم باستخدام أكياس الثلج أو ماء الخراطيم. فيجب أن يكون التبريد تدريجيًا، ويقلل من إمكانية تعرض الجسم لصدمة أخرى.
إذا بدت حالة رجل الإطفاء غير طبيعية، يجب أن يتلقى العلاج على الفور، خاصةً في حال استمرار الأعراض بعد خمس عشرة دقيقة من الراحة. يجب أن يحصل مَن يعانون من آلام في الصدر، أو صعوبة في التنفس، أو تقلب في الحالة الذهنية على دعم الحياة المتقدم (ALS) وأن يُنقَلوا إلى حيث يتلقون الرعاية الصحية. وفي هذه الحالة، يجب اتباع بروتوكولات دعم الحياة المتقدم (ALS) السارية في القوانين المحلية.
- 8- المسؤولية.

أعضاء فريق الإطفاء الذين يتقدمون إلى مجموعة / قطاع إعادة التأهيل يجب أن يدخلوا المنطقة كفريق. ويجب توثيق اسم فريق العمل الذي ينتمون إليه، وعدد أعضائه، وعدد مرات الدخول إلى منطقة إعادة التأهيل والخروج منها. ويمكن أن يتولى ذلك إما مسؤول فريق إعادة التأهيل أو المكلَّف منه بأداء ذلك وفق ورقة تسجيل الدخول إلى / الخروج من الشركة. ويوصَى بالإبقاء على أعضاء الفرق معًا، وعدم السماح لأي أفراد يعانون من فرط القلق بالاشتراك في العمل.
- 9- الأهمية المحورية لبرنامج إعادة تأهيل رجال الإطفاء

عدد قليل للغاية من رجال الإطفاء رياضيون، ويرتدي هؤلاء الأفراد شارات تدل على ذلك. لكن ما أن يدق جرس الإنذار، ويبدأ مستوى الأدرنالين في الارتفاع ليصل إلى القلب حتى نطلب من أجسامنا مضاعفة الجهد ثلاثة أضعاف. أضف إلى ذلك بذلة عمل وزنها 55 رطلاً، والتعامل مع درجة حرارة تصل إلى 1200 درجة، إلى جانب 50 رطلاً أخرى متمثلة في المعدات والأدوات اليدوية، وسيتضح تمامًا الدور المهم لإعادة التأهيل الفعال في منطقة إطفاء الحرائق.
تمت إعادة النشر بإذن من الكاتب: لو أنجيلي

## فريق العمل
تدير بعض دوائر الإطفاء مراكز إعادة التأهيل الخاصة بها في منطقة الحريق، أو ربما تحصل على هذه الخدمة من:
- منظمات خاصة غير هادفة للربح، مثل مَن يوصَفون بالمولِعين بإطفاء الحرائق  (يجب عدم الخلط بين هؤلاء والمهوسين بالحرائق ومنفذي الحرائق المتعمدين) و  غير ذلك من المنظمات الأخرى.
- الخدمات الطبية في حالات الطوارئ (EMS)
- خدمات إعادة التأهيل التي يقدمها أفراد مستقلون

## المركبات
- مركبات مخصصة لبرنامج إعادة التأهيل
- سيارات إسعاف تم تحويلها لهذا الغرض
- شاحنة ذات سلالم (أنواع الشاحنات ذات السلالم) تم تحويلها لهذا الغرض
- شاحنات تزويد بالطعام تم تحويلها لهذا الغرض
- حافلات تم تحويلها لهذا الغرض
- شاحنات نصف نقل]

## كتابات أخرى
- Firefighters and Dehydration - Dr. Charles Truthan D.O.

## وصلات خارجية
- Providence Canteen | Fire & Police Rehab Units
- Community Service Emergency Rehab (Rehab 5)
- Passaic County-wide Fire Rehab
- Box 15 Club, Inc, Central Ohio's Fire Rehab Service
- Volunteer Mobile Emergency Response Unit, www.rehabsector.org
- USFA Emergency Incident Rehab Manual, FA-114
- FireRehab.com
- Box 4 Canteen | Fire & Police Rehab Units
- NFPA 1584 Standard on the Rehabilitation Process for Members During Emergency Operations and Training Exercises
- NIOSH Publication No. 2007-133: Preventing Fire Fighter Fatalities Due to Heart Attacks and Other Sudden Cardiovascular Events